# Saint-Geyrac (Manoire)
Der Saint-Geyrac (frz.: Ruisseau de Saint-Geyrac) ist ein kleiner Fluss in Frankreich, der im Département Dordogne in der Region Nouvelle-Aquitaine verläuft. Er entspringt an der Gemeindegrenze von Fossemagne und Bars, entwässert generell in westlicher Richtung und mündet nach rund 20 Kilometern beim Ort Niversac, im Gemeindegebiet von Saint-Laurent-sur-Manoire als linker Nebenfluss in die Manoire.

## Orte am Fluss
(in Fließreihenfolge)
- Saint-Geyrac
- Les Versannes, Gemeinde La Douze

## Hydrologie
Das Flüsschen verläuft abschnittsweise im Untergrund und ist in diesen Bereichen nur nach starken Niederschlägen an der Oberfläche sichtbar.